# 1139 Atami
1139 Atami är en asteroid i huvudbältet som upptäcktes den 1 december 1929 av de båda japanska astronomerna Okuro Oikawa och Kazuo Kubokawa. Dess preliminära beteckning var 1929 XE. Den fick senare namn efter kurorten och hamnen i närheten av Tokyo, Japan.
Atami tillhör de asteroider som korsar planeten Mars bana.
Atamis senaste periheliepassage skedde den 10 april 2022.[Uppdatering behövs] Dess rotationstid har beräknats till 27,45 timmar.

## Binärt system
Fotometriska observationer 2005 bekräftade att Atami har en satellite som är ungefär 5 km i diameter, i omloppsbana på drygt 15 kilometers avstånd. På grund av den relativt likartade storleken för de båda himlakropparna listas Atami som ett binärt system.